# Junior Eurovision Song Contest 2015
Junior Eurovision Song Contest 2015 je v pořadí 13. ročník této soutěže pro účastníky ve věku od 8 do 15 let. Soutěž se konala dne 21. listopadu v bulharské Sofii. Soutěž se měla původně konat v Itálii, která vyhrála předchozí ročník, ale státní Italská televizní stanice RAI odmítla práva na konání soutěže. Jako další možné místa konání bylo Bulharsko, které bylo druhé, a Malta, ve které se konala soutěž v předchozím roce. Dne 26. ledna 2015 bylo oznámeno že se soutěž bude konat v Bulharsku.

## Výsledky
| Pořadí | Země                  | Jazyk                              | Interpret                 | Píseň                               | Překlad                   | Místo | Body |
| ------ | --------------------- | ---------------------------------- | ------------------------- | ----------------------------------- | ------------------------- | ----- | ---- |
| 1      | Srbsko                | Srbština                           | Lena Stamenković          | Lenina pesma (Ленина песма)         | Lenina Píseň              | 7.    | 79   |
| 2      | Gruzie                | Gruzínština                        | Virus                     | Gebede (გაბედე)                     | Odvaha                    | 10.   | 51   |
| 3      | Slovinsko             | Slovinština, Angličtina, Italština | Lina Kuduzović            | Prva Ljubezen                       | První Láska               | 3.    | 112  |
| 4      | Itálie                | Italština                          | Chiara & Martina Scarpari | Viva                                | –                         | 16.   | 34   |
| 5      | Nizozemsko            | Nizozemština, Angličtina           | Shalisa                   | Million Lights                      | Milion Světel             | 15.   | 36   |
| 6      | Austrálie             | Angličtina                         | Bella Paige               | My Girls                            | Moje Holky                | 8.    | 64   |
| 7      | Irsko                 | Irština                            | Aimee Banks               | Réalta na Mara                      | Mořská Hvězda             | 12.   | 36   |
| 8      | Rusko                 | Ruština, Angličtina                | Michail Smirnov           | Mečta (Мечта)                       | Sen                       | 6.    | 80   |
| 9      | Makedonie             | Makedonština                       | Ivana & Magdalena         | Pletenka – Braid of Love (Плетенка) | Pletenka – Pletenka Lásky | 17.   | 26   |
| 10     | Bělorusko             | Ruština, Angličtina                | Ruslan Aslanov            | Magic                               | Magie                     | 4.    | 105  |
| 11     | Arménie               | Arménština, Angličtina             | Mika                      | Love                                | Láska                     | 2.    | 176  |
| 12     | Ukrajina              | Ukrajinština                       | Anna Trinčer              | Počni z Sebe (Почни з себе)         | Začni u Sebe              | 11.   | 38   |
| 13     | Bulharsko (Pořadatel) | Bulharština                        | Gabriela Yordanova        | Colour of Hope                      | Barva Nadějě              | 9.    | 62   |
| 14     | San Marino            | Italština, Angličtina              | Kamilla Ismailova         | Mirrors                             | Zrcadla                   | 14.   | 36   |
| 15     | Malta                 | Angličtina                         | Destiny Chukunyere        | Not My Soul                         | To Není Moje Duše         | 1.    | 185  |
| 16     | Albánie               | Albánština                         | Mishela Rapo              | Dumba je                            | –                         | 5.    | 93   |
| 17     | Černá Hora            | Černohorština                      | Jana Mirković             | Oluja                               | Bouře                     | 13.   | 36   |

## Neúčastnící se Země

### Účastnily se v minulosti
| - Ázerbájdžán - Belgie - Dánsko - Francie - Chorvatsko - Izrael - Kypr - Litva - Lotyšsko - Moldavsko | - Norsko - Polsko - Portugalsko - Rumunsko - Řecko - Spojené království - Španělsko - Švédsko - Švýcarsko |

### Nikdy se neúčastnily
| - Alžírsko - Andorra - Bosna a Hercegovina - Česko - Egypt - Estonsko - Finsko - Island - Jordánsko - Libanon - Libye | - Lucembursko - Maďarsko - Maroko - Monako - Německo - Rakousko - Slovensko - Tunisko - Turecko - Vatikán |

## Mluvčí v Hlasování
| - 1. Dětská Porota – Krisija Todorova (účastnice JESC 2014) - 2. Srbsko – Dunja Jeličić - 3. Gruzie – Lizi Pop (účastnice JESC 2014) - 4. Slovinsko – Nikola Petek - 5. Itálie – Vincenzo Cantiello (vítěz JESC 2014) - 6. Nizozemsko – Julia van Bergen (účastnice JESC 2014) - 7. Austrálie – Ellie Blackwell - 8. Irsko – Anna Banks - 9. Rusko – Sofia Dolganova | - 10. Makedonie – Alexandrija Čaliovski - 11. Bělorusko – Valeria Dobryševskaja - 12. Arménie – Betty (účastnice JESC 2014) - 13. Ukrajina – Sofia Kucenko (účastnice JESC 2014) - 14. Bulharsko – Vladimir Petkov - 15. San Marino – Arianna Ulivi (účastnice JESC 2014) - 16. Malta – Frederica Falzon (účastnice JESC 2014) - 17. Albánie – Majda Bejzade - 18. Černá Hora – Lejla Vulić (účastnice JESC 2014) |

## Komentátoři
| - Albánie – Andri Xhahu (TVSH) - Anglie – Ewan Spence (Cotswold FM, Fun Kids)* - Arménie – Avet Barseghyan (Armenia 1) - Austrálie – Ash London & Toby Trusolve (SBS) - Bělorusko – Anatoly Lipetski (Belarus 1 & Belarus 24) - Černá Hora – Dražen Bauković & Tamara Ivanković (TVCG 2) - Gruzie – Tuta Chkheidze (GPB 1TV) - Irsko – Stiofán Ó Fearail & Caitlín Nic Aoidh (TG 4) - Itálie – Simone Lijoi (Rai Gulp) - Makedonie – Tina Tautovic & Spasija Veljanoska (MRT 1) - Malta – Corazon Mizzi (PBS) - Německo – Thomas Mohr (NDR)* | - Nizozemsko – Jan Smit (NPO 3) - Nový Zéland – Ewan Spence (World FM)* - Rusko – Olga Šelest (Karousel) - San Marino – Lia Fiorio & Gilberto Gattei (SMRTV) - Singapur – Ewan Spence (247 Music Radio)* - Skotsko – Ewan Spence (Radio Six International & Shore Radio)* - Slovinsko – Andrej Hofer (TV SLO 1) - Srbsko – Silvana Grujić (RTS 2) - Spojené státy – Ewan Spence (WUSB FM)* - Ukrajina – Timur Mirošnyčenko (NTU) - Wales – Ewan Spence (Oystermouth Radio)* - Internetové vysílání – Luke Fisher & Ivan Ivanov |

Země označené hvězdičkou se neúčastní soutěže